# Nakadžima Kotobuki
Nakadžima Ha-1 Kotobuki (japonsky: 中島寿, Nakadžima Kotobuki) byl 9válcový hvězdicový letecký motor vyráběný společností Nakadžima. Byl vyvinutý na základě licenčně vyráběného hvězdicového motoru Bristol Jupiter.
Výkon motoru se pohyboval v rozmezí 550 hp – 780 hp.

## Použití
- Micubiši A5M
- Micubiši Ki-18
- Nakadžima A1N2
- Nakadžima A2N
- Nakadžima Ki-8
- Nakadžima E4N
- Nakadžima E8N
- Nakadžima Ki-34
- Nakadžima Typ 91